# 張原
張原（1474年—1524年），字士元，號玉坡，陝西承宣布政使司西安府三原縣（今陝西省咸陽市三原縣）人，明朝政治人物、進士出身。

## 生平
弘治八年（1495年）乙卯科陕西鄉試舉人，正德九年（1514年），登甲戌科進士，授吏科給事中，多次進言，因得罪權貴而被貶新添县驛丞。嘉靖初年，召為兵科給事中，此後多次彈劾定國公徐光祚、外戚玉田伯蔣輪、昌化伯邵蕙等人，晋升為戶科右給事中。大禮議事件中，因在左順門抗議，而被施廷杖，因病創傷去世。死後貧不能葬。隆慶元年，贈光祿寺少卿。

## 延伸阅读
[在维基数据编辑]
 《明史卷一百九十二》，出自《明史》